# U-172
| U-172                      | U-172 | U-172 |
| -------------------------- | --- | --- |
|                            | | |
|                            | | |
|                            | | |
| Під прапором               | Третій рейх | Третій рейх |
| Спуск на воду              | 31 липня 1941 року | 31 липня 1941 року |
| Виведений зі складу флоту  | 13 грудня 1943 року | 13 грудня 1943 року |
| Сучасний статус            | затоплений | затоплений |
| Проєкт                     | | |
| Тип ПЧ                     | Дизельний підводний човен | Дизельний підводний човен |
| Основні характеристики     | | |
| Швидкість (надводна)       | 17,9 вузла | 17,9 вузла |
| Швидкість (підводна)       | 7 вузлів | 7 вузлів |
| Робоча глибина занурення   | 100 м | 100 м |
| Гранична глибина занурення | 230 м | 230 м |
| Автономність плавання      | 63 милі (117 км) на швидкості 4 вузли (7,4 км/год) (у підводному положенні) 13 450 морських миль (24 910 км на швидкості 10 вузлів (19 км/год) (у надводному положенні) | 63 милі (117 км) на швидкості 4 вузли (7,4 км/год) (у підводному положенні) 13 450 морських миль (24 910 км на швидкості 10 вузлів (19 км/год) (у надводному положенні) |
| Екіпаж                     | 48 осіб | 48 осіб |
| Розміри                    | | |
| Довжина найбільша (по КВЛ) | 76,76 м | 76,76 м |
| Ширина корпусу найб.       | 6,76 м | 6,76 м |
| Висота                     | 9,6 м | 9,6 м |
| Середня осадка (по КВЛ)    | 4,70 | 4,70 |
| Водотоннажність надводна   | 1120 т | 1120 т |
| Озброєння                  | | |
| Артилерія                  | 1 × 88-мм палубна гармата SK C/32 | 1 × 88-мм палубна гармата SK C/32 |
| Торпедно- мінне озброєння  | 4 носових і два кормових ТА. 22 торпеди або 44 міни TMA чи 66 TMB | 4 носових і два кормових ТА. 22 торпеди або 44 міни TMA чи 66 TMB |
| ППО                        | 1 × 37-мм зенітна гармата SKC/30 2 × 20-мм зенітні гармати FlaK 30 | 1 × 37-мм зенітна гармата SKC/30 2 × 20-мм зенітні гармати FlaK 30 |

U-172 — німецький підводний човен типу IXC, часів Другої світової війни.
Замовлення на будівництво човна було віддане 23 грудня 1939 року. Човен був закладений на верфі «AG Weser» у Бремені 11 грудня 1940 року під заводським номером 1012, спущений на воду 31 липня 1941 року, 5 листопада 1941 року увійшов до складу 4-ї флотилії. За час служби також перебував у складі 10-ї флотилії.
За час служби човен зробив 6 бойових походів, в яких потопив 26 (загальна водотоннажність 152 080 брт) суден.
Потоплений 13 грудня 1943 року у Центральній Атлантиці західніше Канарських островів (26°29′ пн. ш. 29°58′ зх. д. / 26.483° пн. ш. 29.967° зх. д.) глибинними бомбами та торпедами «Евенджера» та «Вайлдкета» з ескортного авіаносця ВМС США «Боуг» та глибинними бомбами американських міноносців «Джордж Баджер», «Клемсон», «Осмонд Інгрем» та «Дюпон». 13 членів екіпажу загинули, 46 врятовані.

## Командири підводного човна
- Капітан-лейтенант Карл Еммерманн (5 листопада 1941 — 31 жовтня 1943)
- Оберлейтенант-цур-зее Герман Гоффманн (1 листопада — 13 грудня 1943)

## Потоплені та пошкоджені кораблі[3]
| Назва             | Тип                  | Належність      | Дата              | Тоннаж (БРТ) | Вантаж                                                                                       | Статус     | Місце                                                       |
| Athelknight       | танкер               | Велика Британія | 27 травня 1942    | 8 940        | Баласт                                                                                       | потоплений | 27°50′ пн. ш. 46°00′ зх. д. / 27.833° пн. ш. 46.000° зх. д. |
| City of Alma      | вантажне судно       | США             | 3 червня 1942     | 5 446        | 7 400 т марганцевої руди                                                                     | потоплено  | 23°00′ пн. ш. 62°30′ зх. д. / 23.000° пн. ш. 62.500° зх. д. |
| Delfina           | вантажне судно       | США             | 5 червня 1942     | 3 480        | Нерафінований цукор                                                                          | потоплено  | 20°22′ пн. ш. 67°07′ зх. д. / 20.367° пн. ш. 67.117° зх. д. |
| Sicilien          | вантажне судно       | США             | 8 червня 1942     | 1 654        | Генеральні вантажі, в тому числі пиво, продукти харчування та матраци                        | потоплено  | 17°30′ пн. ш. 71°20′ зх. д. / 17.500° пн. ш. 71.333° зх. д. |
| Lebore            | вантажне судно       | США             | 14 червня 1942    | 8 289        | 10 145 т вугілля                                                                             | потоплено  | 12°53′ пн. ш. 80°40′ зх. д. / 12.883° пн. ш. 80.667° зх. д. |
| Bennestvet        | вантажне судно       | Норвегія        | 15 червня 1942    | 2 438        | Військові матеріали, в тому числі вантажівки, танки, паливо, алкоголь, цемент та сталь       | потоплено  | 10°47′ пн. ш. 82°12′ зх. д. / 10.783° пн. ш. 82.200° зх. д. |
| Motorex           | танкер               | Велика Британія | 18 червня 1942    | 1 958        | 20 000 барелів дизельного палива                                                             | потоплено  | 10°10′ пн. ш. 81°30′ зх. д. / 10.167° пн. ш. 81.500° зх. д. |
| Resolute          | риболовне судно      | Колумбія        | 23 червня 1942    | 35           |                                                                                              | потоплено  | 13°15′ пн. ш. 80°30′ зх. д. / 13.250° пн. ш. 80.500° зх. д. |
| Santa Rita        | вантажне судно       | США             | 9 липня 1942      | 8 379        | 5 000 т хромової руди, 100 т азбесту, інший генеральний вантаж та 2 німецькі танки на палубі | потоплено  | 26°11′ пн. ш. 55°40′ зх. д. / 26.183° пн. ш. 55.667° зх. д. |
| Chickasaw City    | вантажне судно       | США             | 7 жовтня 1942     | 6 196        | 1 400 т хромової руди, кава та шкіра                                                         | потоплено  | 34°15′ пд. ш. 17°11′ сх. д. / 34.250° пд. ш. 17.183° сх. д. |
| Firethorn         | вантажне судно       | США             | 7 жовтня 1942     | 4 700        | Військові матеріали та танки на палубі                                                       | потоплено  | 34°13′ пд. ш. 17°21′ сх. д. / 34.217° пд. ш. 17.350° сх. д. |
| Pantelis          | вантажне судно       | Греція          | 8 жовтня 1942     | 3 845        | Баласт                                                                                       | потоплено  | 34°20′ пд. ш. 17°50′ сх. д. / 34.333° пд. ш. 17.833° сх. д. |
| «Оркейдз»         | Військовий транспорт | Велика Британія | 10 жовтня 1942    | 23 456       | 741 пасажир, 3 000 т генеральних вантажів та 2 000 мішків пошти                              | потоплено  | 35°51′ пд. ш. 14°40′ сх. д. / 35.850° пд. ш. 14.667° сх. д. |
| Aldington Court   | вантажне судно       | Велика Британія | 31 жовтня 1942    | 4 891        | 6 614 т генеральних вантажів, включаючи вугілля, трактори, паливо та пиво                    | потоплено  | 30°20′ пд. ш. 2°10′ зх. д. / 30.333° пд. ш. 2.167° зх. д.   |
| Llandilo          | вантажне судно       | Велика Британія | 2 листопада 1942  | 4 966        | 9 024 т американських військових запасів                                                     | потоплено  | 27°03′ пд. ш. 2°59′ зх. д. / 27.050° пд. ш. 2.983° зх. д.   |
| Benlomond         | вантажне судно       | Велика Британія | 23 листопада 1942 | 6 630        | Баласт                                                                                       | потоплено  | 0°30′ пн. ш. 38°45′ зх. д. / 0.500° пн. ш. 38.750° зх. д.   |
| Alaskan           | вантажне судно       | США             | 28 листопада 1942 | 5 364        | 800 т хромової руди                                                                          | потоплено  | 3°58′ пн. ш. 26°19′ зх. д. / 3.967° пн. ш. 26.317° зх. д.   |
| City of Pretoria  | вантажне судно       | Велика Британія | 4 березня 1943    | 8 049        | 7 032 т генеральних вантажів та вибухівки                                                    | потоплено  | 42°39′ пн. ш. 36°46′ зх. д. / 42.650° пн. ш. 36.767° зх. д. |
| Thorstrand        | вантажне судно       | Норвегія        | 6 березня 1943    | 3 041        | 1 500 т генеральних вантажів                                                                 | потоплено  | 41°23′ пн. ш. 42°59′ зх. д. / 41.383° пн. ш. 42.983° зх. д. |
| Keystone          | вантажне судно       | США             | 13 березня 1943   | 5 565        | 6 000 т військових матеріалів, включаючи паливо, літаки, танки та вантажівки                 | потоплено  | 37°59′ пн. ш. 37°40′ зх. д. / 37.983° пн. ш. 37.667° зх. д. |
| Benjamin Harrison | вантажне судно       | США             | 16 березня 1943   | 7 191        | 4 250 т провізії, амуніції, вантажівок та літаків                                            | потоплено  | 39°09′ пн. ш. 24°15′ зх. д. / 39.150° пн. ш. 24.250° зх. д. |
| Moanda            | вантажне судно       | Бельгія         | 29 березня 1943   | 4 621        | Баласт                                                                                       | потоплено  | 24°44′ пн. ш. 16°48′ зх. д. / 24.733° пн. ш. 16.800° зх. д. |
| Vernon City       | вантажне судно       | Велика Британія | 28 червня 1943    | 4 748        | 4 000 т вугілля та 3 000 т коксу                                                             | потоплено  | 4°30′ пд. ш. 27°30′ зх. д. / 4.500° пд. ш. 27.500° зх. д.   |
| African Star      | вантажне судно       | США             | 12 липня 1943     | 6 507        | 5 500 т хрому, азбесту та екстракту пшона                                                    | потоплено  | 25°46′ пд. ш. 40°35′ зх. д. / 25.767° пд. ш. 40.583° зх. д. |
| Harmonic          | вантажне судно       | Велика Британія | 15 липня 1943     | 4 558        | 7 368 т лляної олії                                                                          | потоплено  | 23°00′ пд. ш. 33°00′ зх. д. / 23.000° пд. ш. 33.000° зх. д. |
| Fort Chilcotin    | вантажне судно       | Велика Британія | 24 липня 1943     | 7 133        | 9 103 т гірського кришталю та залізної руди                                                  | потоплено  | 15°03′ пд. ш. 32°35′ зх. д. / 15.050° пд. ш. 32.583° зх. д. |